# Inutile terrae pondus
Inutile terrae pondus (с лат. — «Бесполезное бремя земли») — латинское крылатое выражение.
Применяется для обозначения чего-либо (кого-либо) бесполезного, не исполняющего своего назначения, нефункционального.
Первоисточником является латинский перевод «Илиады» Гомера. Оскорблённый тем, что Агамемнон, предводитель греческого войска, отнял у него пленницу Брисеиду, Ахилл отказался участвовать в битвах, тем самым став косвенной причиной гибели многих греческих воинов и своего лучшего друга Патрокла, который, чтобы устрашить троянцев, вышел на поле боя в его доспехах и был убит Гектором.
В разговоре с матерью, морской богиней Фетидой, Ахилл горько сожалеет о том, что не смог обуздать свой гнев:

Я ни Патрокла от смерти не спас, ни другим благородным 

Не был защитой друзьям, от могучего Гектора павшим: 

Праздный сижу пред судами, земли бесполезное бремя (лат. Inutile terrae pondus)